# Phil Gramm

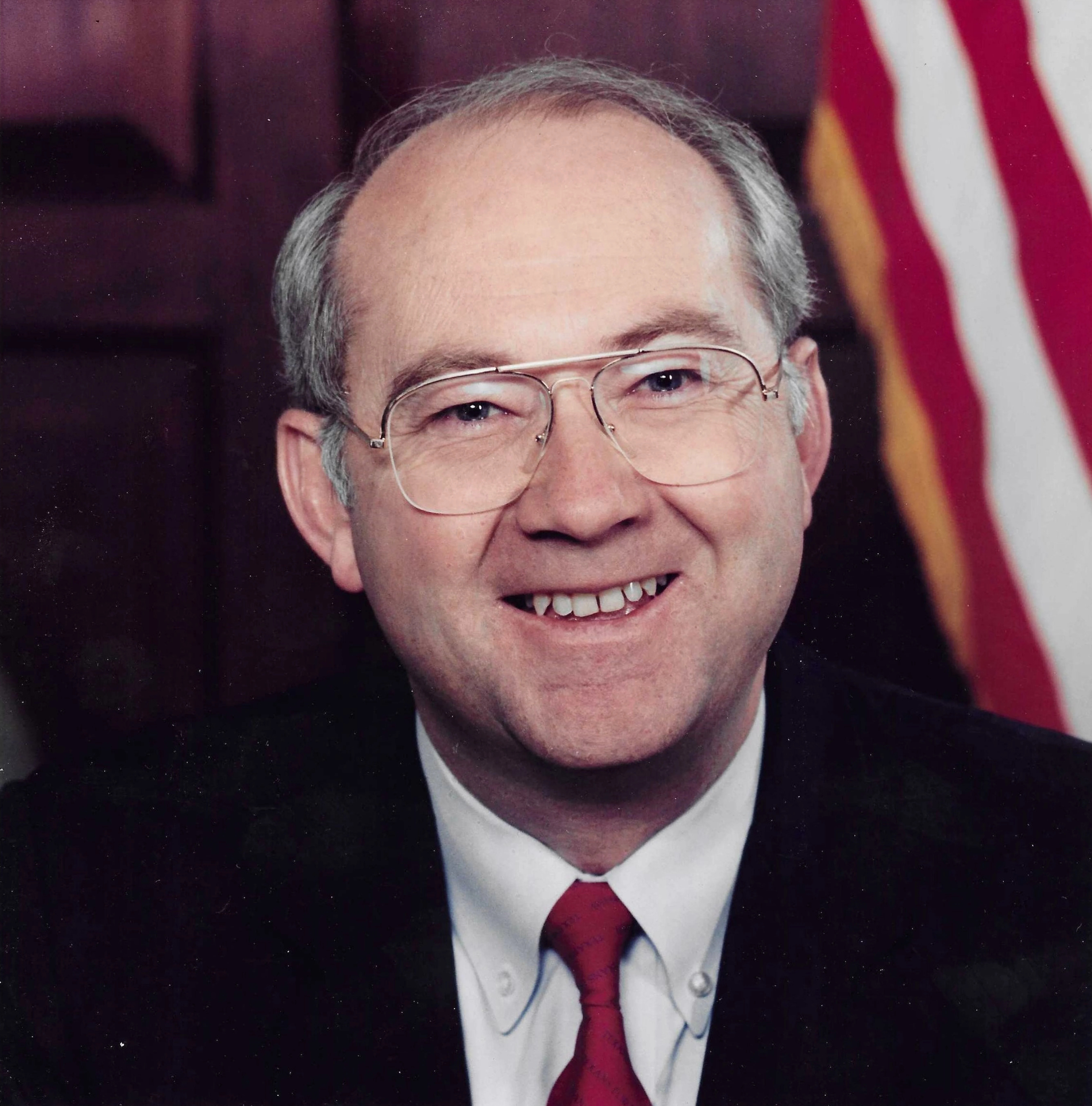
Phil Gramm

William Philip "Phil" Gramm, född 8 juli 1942 i Fort Benning, Georgia, är en amerikansk nationalekonom och politiker. Han har representerat delstaten Texas i båda kamrarna av USA:s kongress, först i representanthuset 1979-1983 som demokrat, 1983-1985 som republikan och sedan i senaten 1985-2002 som republikan.
Gramm utexaminerades 1961 från Georgia Military Academy (numera Woodward Academy). Han avlade 1967 sin doktorsexamen i nationalekonomi vid University of Georgia. Han undervisade sedan vid Texas A&M University fram till 1978.
Gramm utmanade utan framgång sittande senatorn Lloyd Bentsen i demokraternas primärval inför senatsvalet 1976. Kongressledamoten Olin E. "Tiger" Teague kandiderade inte till omval i kongressvalet 1978. Gramm vann valet som demokraternas kandidat och han omvaldes 1980 och 1982. Gramm bytte parti till republikanerna i januari 1983. Han avgick som kongressledamot den 5 januari och meddelade sedan att han kandiderar i fyllnadsvalet följande månad som republikan. Han vann fyllnadsvalet och tillträdde på nytt som kongressledamot den 12 februari 1983.
Senator John Tower kandiderade inte till omval i senatsvalet 1984. Gramm vann valet och efterträdde Tower som senator i januari 1985. Han omvaldes 1990 och 1996. Gramm avgick 2002 och efterträddes av John Cornyn.
Gramm stödde republikanen John McCain i presidentvalet i USA 2008. Han blev 2007 ekonomisk rådgivare åt McCains kampanj. Gramm förklarade den 9 juli 2008 i en intervju att USA egentligen inte befann sig i en recession. Gramm använde uttrycket "mental recession" för att understryka att amerikanerna enligt honom hade ett attitydproblem och tenderade att gnälla. Demokraternas kandidat Barack Obama var av den åsikten att recessionen inte alls var enbart av psykologisk natur och avfärdade Gramms ståndpunkt med sin replik: "America already has one Dr. Phil. We don't need another one when it comes to the economy." McCain tog sedan avstånd från Gramm som i sin tur avgick som McCains rådgivare.